# Francisco Pinto Bessa
Francisco Pinto Bessa (Porto, 16 de fevereiro de 1821 — Porto, 4 de maio de 1878) foi um político português, que ocupou o cargo de presidente da Câmara do Porto entre 1867 e 1878.

## Biografia
Nasceu na freguesia de Lordelo do Ouro, nos subúrbios da cidade do Porto, a 16 de fevereiro de 1821, filho do capitão da marinha mercante José Pinto de Sousa e Almeida e de sua mulher, Maria Emília de Bessa Leite, pais modestos em bens de fortuna. Pinto Bessa, influenciado pela ambição de encontrar uma compensação condignamente remuneradora do seu trabalho constante, foi procurar no Brasil os recursos que lhe permitissem mais tarde o desafogo de uma vida abastada, conseguindo-o. Afastado da terra a que um dia iria prestir benefícios relevantes, teve ocasião de demonstrar o seu patriotismo quando aportara ao Rio de Janeiro, sendo um de vários portugueses que concorreu à reconstrução dispendiosa da nau Vasco da Gama, danificada numa viagem, o que lhe valeu o hábito da Torre e Espada, sendo agraciado pelo rei Pedro V.
De regresso a Portugal, deu asas à sua atividade e uso à sua enorme fortuna. Com o Dr. António Ferreira Braga e o visconde de Vilar de Allen, deu início às expensas para a construção do Palácio de Cristal. Para sanar algumas dificuldades que pareciam antepor-se à realização daquele projeto, foi ele quem ainda com o mesmo visconde de Allen e com o engenheiro Gustavo Gonçalves e Sousa se dirigiu a Londres em 1866, a fim de pôr cobro a atritos apresentados pelo empreiteiro, sendo os seus esforços e os dos seus colegas coroados com êxito.
Eleito pela primeira vez vereador da câmara do Porto em 1866, foi desde logo nomeado vice-presidente, e no ano seguinte, por morte do conde de Lagoaça assumiu a presidência, cargo que desempenhou até ao dia em que faleceu. No cumprimento destas funções, patenteou o seu civismo, desenvolvendo a viação, aumentando os rendimentos municipais e melhorando vários serviços. A ele se deveu, entre outras obras, a abertura da Rua Nova da Alfândega, Rua Mouzinho da Silveira e Rua de Sá da Bandeira, a construção da Rotunda da Boavista e os embelesamentos do Cemitério de Agramonte, onde também mandou construir o mausoléu onde seria sepultado. Foi ele que também conseguiu que a Biblioteca Pública se emancipasse da tutela do Estado, ficando dependente da administração municipal e foi também durante o seu mandato que foi inaugurada a Ponte D. Maria Pia.
Em 1876 e a convite do mayor de Londres, assistiu como representante desta cidade, o grande banquete dado na capital de Inglaterra em honra dos municípios europeus, sendo ali alvo de distintas considerações. Eleito deputado em 1868 pelo Bairro Ocidental, continuou nas legislaturas subsequentes a obter os sufrágios dos seus concidadãos para aquele elevado lugar, que exerceu também até ao ano da sua morte.
Francisco Pinto Bessa, além do hábito da Torre e Espada, possuía a Comenda da Ordem da Conceição, de que nunca fez uso e o grau de Oficial da Ordem da Rosa, do Brasil. Espírito essencialmente democrático, recusara títulos e a dignidade de par do reino, que por mais de uma vez lhe haviam sido oferecidos.
Como presidente do senado portuense, Pinto Bessa deu provas inequívocas de um grande tino e de largos conhecimentos administrativos, o que lhe permitiu por vezes arcar, em debates acalorados, com argumentações vigorosas que nunca conseguiram subjugar a potência da sua dialética enérgica.
Na revista O Occidente, em edição de 15 de dezembro 1880, é descrito da seguinte maneira: «Não era homem de palavras. Era homem de acção. No meio dos ímpetos de um génio arrebatado, Pinto Bessa tinha no coração a essência de uma bondade extrema. A amizade era para elle um dogma e a honestidade um culto. Por muitas vezes, ao noticiar nas sessões municipaes, a morte de um empregado antigo e zeloso ou de um collega estimado, as lágrimas borbutravam-lhe nos olhos, por entre as phrases espontâneas de um pezar sincero.»
Faleceu na sua residência, número 149 da Rua de Cedofeita, na freguesia homónima, na cidade do Porto, às 3 horas da manhã de 4 de maio de 1878, aos 57 anos de idade. O seu funeral constituiu uma das mais significativas manifestações de pesar que até então tinham ocorrido na cidade, pelo número considerável de pessoas todas as classes, meios e opiniões políticas, que acompanharam o cortejo até ao Cemitério da Lapa, onde ficou até à conclusão do seu jazigo em Agramonte. Dias depois, a 9 de maio, resolvia-se em assembleia popular, erguer-lhe um busto na sala de sessões dos Paços do Concelho, pensamento que foi levado a efeito por uma comissão de amigos e admiradores do finado, tendo-se efetuado no dia 14 de novembro de 1880, a inauguração desse tributo. O busto, executado em mármore de carrara, foi um notável trabalho do escultor Soares dos Reis.

Foi casado com Maria Henriqueta da Silva Santos, natural do Rio de Janeiro, onde a conheceu e deixou duas filhas, Maria Emília e Maria Henriqueta. O seu nome faz parte da toponímia do Porto, nas freguesias de Bonfim e Campanhã (Rua Pinto Bessa).